# Лучицька Катерина Людвиківна
Катери́на Людви́ківна Лучи́цька (18 (30) вересня 1889, Київ — 25 січня 1971, Київ) — українська актриса.

## Біографічні відомості
Учениця Марії Заньковецької. Від 1908 року до 1918 року грала в численних українських приватних трупах — Л. Лучицького, С. Глазуненка, Б. Оршанова, О. Суходольського, П. Саксаганського, І. Сагатовського.
У 1918—1921 роках була провідною актрисою Українського державного побутового театру в Херсоні. Пізіше працювала в мандрівних і стаціонарних українських драматичних театрах Києва, Одеси, Дніпропетровська (у 1936—1938 роках), Стрия.
1914 року листувалася з Лесем Курбасом. Його листи до Лучицької опубліковано 1987 року. 1960 року написала спогади про Оксану Петрусенко.

## Ролі
- Маруся («Маруся Богуславка» Михайла Старицького);
- Амалія («Розбійники»);
- Наталя («Лимерівна» Панаса Мирного);
- Мавка («Лісова пісня» Лесі Українки);
- Васса («Васса Железнова» Максима Горького);
- Гільда («Свіччине весілля» Івана Кочерги);
- У п'єсі «Маруся Чурай».

## Родина
Дочка антрепренера Людвика Лучицького і актриси Зінаїди Василівни Лучицької. Дружина Івана Сагатовського.
Сестра Болеслава Оршанова-Лучицького і Владислава Лучицького-Данченка, тітка Анжеліни та Бориса Лучицьких.